# Gerichtsamt Markranstädt
Das Gerichtsamt Markranstädt war in den Jahren zwischen 1856 und 1874 die unterste Verwaltungseinheit und von 1856 bis 1879 nach der Abschaffung der Patrimonialgesetzgebung im Königreich Sachsen Eingangsgericht. Es hatte seinen Amtssitz in der Stadt Markranstädt, westlich von Leipzig.

## Geschichte
Nach dem 1854 erfolgten Tod des Königs Friedrich August II. von Sachsen wurde unter dessen Nachfolger  König Johann nach dem Vorbild anderer Staaten des Deutschen Bundes die Abschaffung der Patrimonialgesetzgebung verordnet. An die Stelle der bisher im Königreich Sachsen in Stadt und Land vorhandenen Gerichte der untersten Instanz traten die zentral gelegenen Bezirksgerichte und Gerichtsämter in nahezu allen größeren Städten. Die Details der Verwaltungsreform regelte das sächsische Gerichtsverfassungsgesetz vom 11. August 1855 und die Verordnung über die Bildung der Gerichtsbezirke vom 2. September 1856.
Stichtag für das Inkrafttreten der neuen Behördenstruktur im Königreich Sachsen war der 1. Oktober 1856. Das neu gebildete Gerichtsamt Markranstädt unterstand dem Bezirksgericht Leipzig.
Der Sprengel des Gerichtsamts Markranstädt umfasste folgende Ortschaften:
| - Albersdorf - Frankenheim - Gärnitz - Göhrenz - Großdölzig - Großmiltitz - Hartmannsdorf | - Kleindölzig - Kleinmiltiz - Knauthain - Knautkleeberg - Knautnaundorf - Kulkwitz - Lausen | - Lindennaundorf - Priesteblich - Quesitz - Rehbach - Rückmarsdorf - Seebenisch |

Die Zivil- und Kriminalgerichtsbarkeit im Weichbild der Stadt wurde in allen ihren Zweigen vom Gerichtsamt Markranstädt verwaltet. Die Polizei und die Polizeigerichtsbarkeit aber stand, mit Ausnahme des Pass- und Fremdenwesens, welches auch das Gerichtsamt Markranstädt verwaltete, dem Bürgermeister und städtischem Rat zu, dem somit die gesamte Wohlfahrts-, Sicherheits-, Gewerbe- und Gesindepolizei  sowie das Innungswesen unterstand.
Nach der Neustrukturierung der Gerichtsorganisation gemäß dem Gesetz über die Organisation der Behörden für die innere Verwaltung vom 21. April 1873 gingen die Verwaltungsbefugnisse der Gerichtsämter 1874 auf die umgestalteten bzw. neu gebildeten Amtshauptmannschaften über.
Seitdem das bisherige königliche Gericht als königliches Gerichtsamt bezeichnet wurde, führte sein Vorstand den Titel Gerichtshauptmann.
Das Gerichtsamt Markranstädt wurde im Zuge der Neustrukturierung der sächsischen Gerichtsorganisation gemäß dem Gesetz über die Organisation der Behörden für die innere Verwaltung vom 21. April 1873 in die im Jahre 1874 neugeschaffene Amtshauptmannschaft Leipzig mit Sitz in der Messestadt Leipzig integriert.
1879 wurde das Gerichtsamt Markranstädt auf Grund des Gesetzes über die Bestimmungen zur Ausführung des Gerichtsverfassungsgesetzes im Deutschen Reich vom 27. Januar 1877 und des Gesetzes über die Zuständigkeit der Gerichte in Sachen der nichtstreitigen Gerichtsbarkeit vom 1. März 1879 durch das neugegründete Amtsgericht Markranstädt abgelöst.

## Schriftliche Überlieferung
Die Archivalien des Gerichtsamts Markranstädt werden als Bestand 20099 Gerichtsamt Markranstädt heute im Sächsischen Staatsarchiv – Staatsarchiv Leipzig verwaltet. Dieser Bestand umfasst 15,4 laufende Meter Archivgut aus den Jahren 1816 bis 1879.

## Richter
Die Leiter des Gerichtsamts trugen den Titel Gerichtsamtmann. Dies waren:
- 1856–1862: Kurt Alexander Hänel (vorher Justitiar beim Kgl. Gericht Markranstädt)
- 1861–1870: Ernst Julius Naupert (vorher Aktuar beim Gerichtsamt Frankenberg)
- 1870–1879: Johannes Robert Peschke (vorher Assessor beim Gerichtsamt Königsbrück)

## Weblink
- Eintrag zum Gerichtsamt Markranstädt im Digitalen historischen Ortsverzeichnis von Sachsen